# Jordan Andreev
Jordan Andreev (Sofia, 2 november 1994) is een Bulgaars wielrenner die anno 2023 rijdt voor het Marokkaanse Sidi Ali-Unlock Team.

## Carrière
In 2015 werd Andreev onder meer elfde op het nationale kampioenschap op de weg in Pazardzjik. Een jaar later werd hij negende in de tijdrit en tiende in de wegwedstrijd. In 2017 hielp hij in derde etappe van de Ronde van Mersin zijn Portugese ploegmaat João Almeida aan de overwinning. 
Van 2018 tot en met 2020 was Andreev niet actief op professioneel niveau. In 2021 sloot hij zich voor twee jaar aan bij Martigues Sport Cyclisme Payden-Rygel, een Franse amateurploeg. In 2023 maakte hij de overstap naar Sidi Ali-Unlock Team, een Marokkaanse continentale ploeg.

## Palmares
2021
1e etappe Ronde van Kameroen
2022
4e etappe Ronde van Kameroen
2023
Bergklassement Ronde van Szeklerland*
* Namens Bulgarije

## Ploegen
- 2017 –  Unieuro Trevigiani-Hemus 1896
- 2021 –  Martigues Sport Cyclisme Payden-Rygel
- 2022 –  Martigues Sport Cyclisme Payden-Rygel
- 2023 –  Sidi Ali-Unlock Team

Almeida · Andreev · Cacciotti · Cenghialta · Kolev · Michajlov · Mitev · Molteni · Siddikov · Ravanelli · Roesenov · Tivani · Tsjolakov · Vega · Viejo · Viel · Zahiri · Davila (stagiair) · Muñoz (stagiair)